# Ralf Little
Ralf Little (Bury, Greater Manchester, 8 februari 1980) is een Engels acteur. Zijn bekendste rol is die van Jonny Keogh in Two Pints of Lager and a Packet of Crisps. Ook speelde hij Antony Royle in de comedyserie The Royle Family.
In 2002 werd hij genomineerd voor een Laurence Olivier Award voor Meest Veelbelovende Nieuwkomer. Hij kreeg de nominatie dankzij zijn rol in het stuk Presence at the Jerwood Theatre Upstairs. Hij speelde al in verscheidene toneelstukken en sprak tevens enkele stemmen in voor commercials.

## Filmografie
- Elidor (televisieserie) - zoon van Morris Dancer (aflevering 1.1, 1995)
- Heartbeat (televisieserie) - Eddie Tinniswood (aflevering Vigilante, 1995)
- Children's Ward (televisieserie) - Robbie (1 aflevering, 1997)
- Bostock's Cup (televisiefilm) - Norman Lewis (1999)
- Heartbeat (televisieserie) - Julian (aflevering Fire and Ashes, 1999)
- The Flint Street Nativity (televisiefilm) - Ster van Bethlehem (1999)
- Always and Everyone (televisieserie) - Frankie (aflevering 2.2, 2000)
- Aladdin (televisiefilm) - Wishee Washee (2000)
- Is Harry on the Boat? (televisiefilm) - Trevor (2001)
- The Bill (televisieserie) - Tommy (afleveringen Night Games, Aftershocken 'Judas Kiss, 2001)
- 24 Hour Party People - Peter Hook (2002)
- Al's Lads - Dan (2002)
- Paradise Heights (televisieserie) - Richard Eustace (6 afleveringen, 2002)
- North Face (televisiefilm) - Paul (2002)
- The Eustace Bros. (televisieserie) - Richard Eustace (6 afleveringen, 2003)
- Fat Slags - Melkman (2004)
- Zemanovaload - Kev (2005)
- The Comic Side of 7 Days (televisieserie) - verteller (1 aflevering, 2005)
- Frozen - Eddie (2005)
- Monkey Trousers (televisieserie) - meerdere rollen (1 aflevering, 2005)
- Two Pints of Lager and a Packet of Crisps (televisieserie) - Jonny Keogh (55 afleveringen, 2001-2006)
- Brief Encounters (televisieserie) - Simon (aflevering Small Things, 2006)
- Heartbeat (televisieserie) - Stephen Lansbury (aflevering Seeds of Destruction, 2007)
- The Waiting Room - Stephen (2007)
- Robin Hood (televisieserie) - Joseph (aflevering The Angel of Death, 2007)
- Massive (televisieserie) - Danny (6 afleveringen, 2008)
- Telstar: The Joe Meek Story - Chas Hodges (2008)
- Marple: A Pocketful of Rye (televisiefilm) - sergeant Pickford (2008)
- The Royle Family (televisieserie) - Antony Royle (22 afleveringen, 1998-2000, 2006, 2009)
- Married Single Other (televisieserie) - Clint (6 afleveringen, 2010)
- Powder - Syd (2010)
- Death in Paradise (televisieserie) - DI Neville Parker (seizoen 2, aflevering 6 (2013) en vanaf seizoen 9 (2020), aflevering 5)